# Edward Dannreuther
Edward Dannreuther (Estrasburg, Imperi alemany, 4 de novembre de 1844 – Hastings, Regne Unit, 12 de febrer de 1905) fou un pianista i musicòleg alemany, assentat a Anglaterra des de 1863.
Passà la seva infància i adolescència a Cincinnati, on el mestre Ritter l'instruí en les primeres nocions de la música, i després de romandre quatre anys en el Conservatori de Leipzig, on Richter i Moscheles foren els seus professors, marxà a Londres el 1863.
Allà es llaurà molt aviat una sòlida reputació com a professor concertista i ben aviat es feu conegut per la seva propaganda wagneriana. El 1872 fundà l'Associació Wagneriana de Londres i demostrà com a escriptor condicions excel·lents. Traduí a l'anglès les obres de Richard Wagner i escriví Musical ornamentation (Londres, 1893-95).